# Macrothemis heteronycha
Macrothemis heteronycha är en trollsländeart som först beskrevs av Philip Powell Calvert 1909.  Macrothemis heteronycha ingår i släktet Macrothemis och familjen segeltrollsländor. IUCN kategoriserar arten globalt som livskraftig. Inga underarter finns listade i Catalogue of Life.